# Olivier Meyer (producteur)
Cet article concerne le producteur de spectacles et directeur de théâtre. Pour le photographe, voir Olivier Meyer.
Pour les articles homonymes, voir Meyer.
Olivier Meyer, né le 1er novembre 1947 à Boulogne-Billancourt, est un producteur de spectacles et directeur de théâtre français. 
Il est notamment reconnu pour avoir donné ses lettres de noblesse à la danse hip hop[réf. nécessaire]. Il a créé en 1993 le festival Suresnes Cités Danse faisant ainsi accéder à une scène dite institutionnelle des langages chorégraphiques jusque-là cantonnés à la rue, autrement dit de donner droit de cité à la danse des cités. Il a organisé, avec sa société Meyer Productions, plus de 5 600 représentations à travers le monde (1978-2002) et a été le directeur du théâtre de l'Ouest parisien pendant dix ans (2005-2015). Il est, depuis 1990, directeur et programmateur du théâtre de Suresnes Jean Vilar et du festival Suresnes Cités Danse. 

## Biographie
Ses parents se rencontrent lors du procès de Nuremberg. Sa mère y accompagnait en effet son propre père, le résistant Auguste Champetier de Ribes. Le père d'Olivier, Serge Meyer, a lui aussi été résistant. Olivier Meyer est issu d'une fratrie de neuf enfants,.

### Meyer Productions (1978-2002)
Diplômé de l'École supérieure de commerce de Paris et d'une licence en sciences économiques, Olivier Meyer commence à travailler pour l'entreprise de café Jacques Vabre puis devient journaliste.
Il crée sa société de production Meyer Productions en 1978. Il travaille sur 80 dates pour Julien Clerc. Jusqu'en 2002, Meyer Productions organise quelque 5 000 représentations.
Olivier Meyer a produit dans 32 pays, sur tous les continents :
En Amérique du Sud, où il a accompagné le Théâtre du Silence, les Étoiles de l'Opéra national de Paris, La Chapelle royale, Rudolf Noureev et le Ballet de Nancy, Les Percussions de Strasbourg, les compagnies de Jean-Claude Gallotta et Régine Chopinot, etc. Il rencontre à cette occasion la chorégraphe et danseuse Brigitte Lefèvre, avec qui il se marie.
En Afrique, où il a présenté Thierry Le Luron, Jacques Higelin, l’Orchestre national de Lille dirigé par Jean-Claude Casadesus, des danseurs de l’Opéra national de Paris, etc.
En Asie, où il a accompagné le Groupe de recherche chorégraphique de l'Opéra de Paris, Charlélie Couture, etc.
Olivier Meyer a également produit beaucoup d'artistes en France dans un très grand nombre de salles, du théâtre des Champs-Élysées à l’Olympia, du Casino de Paris à l’Opéra-Comique, en passant par le théâtre de Paris, le théâtre du Gymnase, le théâtre Déjazet, L'Européen, etc.
Il a accompagné de grandes formations comme le Ballet national de Marseille de Roland Petit, le Ballet national d’Espagne, le Ballet du Grand Théâtre de Genève, le Ballet national de Lisbonne, le Ballet de San Francisco, le Ballet Jazz de Montréal, le Groupe de recherche de l'Opéra de Paris de Jacques Garnier mais aussi des humoristes dont Alex Métayer, Jean-Jacques Vanier ou Les 3 Jeanne, des metteurs en scène dont Pierre-Olivier Scotto, Alfredo Arias pour son spectacle Mortadela, Yves Hunstad et Jérôme Savary, des circassiens dont Les Nouveaux Nez et le CNAC pour le spectacle Le Cri du Caméléon, chorégraphié et mis en scène par Joseph Nadj.

### Le théâtre de Suresnes Jean Vilar (depuis 1990)
En mars 1990, Christian Dupuy, maire de Suresnes, nomme Olivier Meyer à la direction du théâtre de Suresnes Jean Vilar. Le théâtre est alors en travaux. Il s'agit d'améliorer et de moderniser les accès public et de restructurer la salle afin d'améliorer le confort, la visibilité et le rapport scène/salle. C'est donc à la tête d'un nouveau théâtre qu'il est nommé. Il y déploie une programmation pluridisciplinaire de plus de 100 représentations par saison. Le théâtre rassemble près de 40 000 spectateurs par saison[réf. nécessaire].
En 2003, Olivier Meyer crée un département production et diffusion au théâtre de Suresnes[réf. nécessaire].

### Le théâtre de l'Ouest parisien (1995-2005)
En 2005, Olivier Meyer est nommé directeur du théâtre de l'Ouest parisien (TOP) de Boulogne-Billancourt, dans le cadre d’une délégation de service public par Jean-Pierre Fourcade. Il est renouvelé pour un second mandat de cinq ans en 2010 par Pierre-Christophe Baguet.
Le TOP a proposé pendant ces dix saisons une programmation axée sur le théâtre, classique et contemporain et a réservé une large part à la création artistique. Il a notamment accueilli la Comédie-Française à de nombreuses reprises et a commandé et produit le spectacle de Guillaume Gallienne Les Garçons et Guillaume, à table !.
Malgré le succès public (environ 30 000 spectateurs par saison pour les 110 représentations proposées)[réf. nécessaire], la convention n’a pas été renouvelée avec la ville de Boulogne-Billancourt. Le mandat d’Olivier Meyer s’est achevé le 30 juin 2015.

### Suresnes Cités Danse (depuis 1993)
En 1993, Olivier Meyer crée le festival Suresnes Cités Danse, intimement convaincu que les langages chorégraphiques urbains du hip hop ont une légitimité à être présentés sur les scènes institutionnelles.
Il organise la rencontre entre la danse hip-hop et la danse contemporaine. Ont participé au Festival nombre de grands chorégraphes contemporains, de Doug Elkins à Angelin Preljocaj, de José Montalvo à Robyn Orlin en passant par Emanuel Gat, Pierre Rigal, Laura Scozzi...
Suresnes Cités Danse, festival pionnier, a participé à l’émergence de plusieurs générations de danseurs et de chorégraphes dont Mourad Merzouki, Farid Berki, Kader Attou, Ousmane Sy dit « Baba », Amala Dianor, Mickaël Le Mer, Jann Gallois, etc.

### Cités Danse Connexions (depuis 2007)
En décembre 2007, fort du soutien du Conseil départemental des Hauts-de-Seine et obtenant une aide de l'État, Olivier Meyer crée au théâtre de Suresnes Jean-Vilar, Cités Danse Connexions, un centre de production, de formation, de transmission et de diffusion dont la colonne vertébrale est le hip hop. Cités Danse Connexions est articulé en deux branches d’activités : l'une dédiée aux artistes, l'autre adressée aux scolaires. Il s'agit dans les deux cas de favoriser la rencontre, le partage des connaissances et de la pratique mais aussi de donner un bagage culturel et technique qui ne se limite pas au hip hop.

### Une nouvelle scène (2020)
Ayant à cœur d'inscrire le théâtre de Suresnes dans l'avenir, Olivier Meyer convainc la ville de Suresnes en avril 2018 de réaliser d'importants et indispensables travaux pour offrir de nouvelles possibilités techniques, artistiques et d’accueil du public. Le chantier débute en avril 2019 et se déroule dans le temps record imparti de 9 mois. Le 3 février 2020, Olivier Meyer, le maire de Suresnes Christian Dupuy, le président du département des Hauts-de-Seine Patrick Devedjian et la présidente de la région Île-de-France Valérie Pécresse inaugurent la nouvelle scène du théâtre de Suresnes Jean Vilar,.
Olivier Meyer croit à l’excellence artistique pour tous. Il défend une programmation pluridisciplinaire à la fois exigeante et accessible et met tout en œuvre pour accompagner les artistes comme les publics.
Il quitte ses fonctions à Suresnes mi-2022 et est remplacé par Carolyn Occelli, secrétaire générale du théâtre depuis trois ans.

## Décorations
- Commandeur de l'ordre des Arts et des Lettres (2007)
- Chevalier de la Légion d'honneur (2014)
- Officier de l'ordre national du Mérite (2022). Chevalier de 2001.